# Mascula
Mascula (łac. Masculitanus) – stolica historycznej diecezji w Cesarstwie rzymskim w prowincji Numidia zlikwidowanej w VII w. podczas ekspansji islamskiej, współcześnie Khenchela w Algierii. Obecnie katolickie biskupstwo tytularne. W latach 1988 – 1992 biskupem tytularnym Masculi był Jan Szlaga, biskup pomocniczy chełmiński, mianowany następnie biskupem diecezjalnym nowo utworzonej diecezji pelplińskiej.

## Biskupi tytularni
| Lp. | Biskup                    | Funkcja                                         | Od               | Do               |
| --- | ------------------------- | ----------------------------------------------- | ---------------- | ---------------- |
| 1   | Claude-Philippe Bayet MEP | emerytowany biskup Ubon Ratchathani (Tajlandia) | 13 sierpnia 1969 | 22 grudnia 1970  |
| 2   | Anthony Okogie            | biskup pomocniczy Oyo (Nigeria)                 | 5 czerwca 1971   | 13 kwietnia 1973 |
| 3   | Francis Lodonu            | biskup pomocniczy Keta (Ghana)                  | 17 maja 1973     | 10 kwietnia 1976 |
| 4   | Jan Szlaga                | biskup pomocniczy chełmiński                    | 13 czerwca 1988  | 25 marca 1992    |
| 5   | Vincent Conçessao         | biskup pomocniczy Delhi (Indie)                 | 3 lutego 1995    | 5 listopada 1998 |
| 6   | Gaetano Galbusera SDB     | wikariusz koadiutor apostolski Pucallpa (Peru)  | 18 lipca 2007    |                  |